# Mirko Tremaglia
Mirko Tremaglia (né à Bergame le 17 novembre 1926, mort à Bergame le 30 décembre 2011) est un homme politique italien, ministre pour la diaspora italienne  du 11 juin 2001 au 20 avril 2003, puis confirmé le 23 avril 2005, jusqu'à la brève défaite électorale d'avril 2006.

## Biographie
Ancien fasciste, puis membre depuis 1946 du MSI et de Alliance nationale, il a fait adopter deux lois constitutionnelles permettant de faciliter la représentation électorale des italiens résidant à l'étranger, par douze députés et six sénateurs, dans une circonscription électorale baptisée Estero (étranger).
Néanmoins, son mouvement Italiani nel mondo, lié à l'Alliance nationale, n'a obtenu en avril 2006 qu'un seul et unique siège de député (dans la circonscription Amérique du Sud), ce qui a constitué pour Tremaglia un échec personnel et le début d'une marginalisation à l'intérieur du parti et de la coalition de centre-droite. Les votes des italiens à l'étranger ont en effet été fondamentaux pour la victoire de la coalition de centre-gauche de Romano Prodi.
Longtemps connu comme un nostalgique du fascisme, Mirko Tremaglia est néanmoins considéré par certains de ses adversaires politiques comme une personnalité plutôt honnête et respectable. En 2009, il a déclaré, seul, sa contrariété au nouveau « crime de clandestinité » introduit par le gouvernement Berlusconi à la suite de la volonté de la Lega Nord.